# ۱۰ روز زیر دریا
۱۰ روز زیر دریا (به انگلیسی: Ten Days Under the Sea)، (به روسی: Приключения Дианы Селинджер: ۱۰ дней под водой) در سبک پازل، ماجرایی و استراتژی توسط شرکت فلای ویل گیمز در سال ۲۰۰۸ میلادی تهیه و در سطح جهان به صورت قابل دانلود، عرضه گردید.

## داستان
داستان در مورد دختری بنام «کری» است که پس از باز نمودن صندوقچه پدرش به یک نقشه قدیمی برخورد می‌کند و ناگهان تبدیل به روح می‌شود، و فقط درصورتی می‌تواند جسم فیزیکی خود را بازیابد که ظرف مدت ۱۰ روز گنجینه‌های جادوئی را بیابد. او به همراه خواهرش «دایانا» به ۱۰ دریا سفر می‌کند و…

## گیم‌پلی

صحنه‌ای از بازی

گیم پلی این بازی در سبک پازل و استراتژی و به صورت دید اول شخص می‌باشد. اساس گیم پلی متکی بر پیدا نمودن اشیاء پنهان شده در صفحه بازی می‌باشد. صحنه‌های بازی زیر دریا اتفاق می‌افتد و بازیباز باید در مدت زمان مشخص اشیاء پنهان شده در صفحه بازی را پیدا نماید. بازیباز می‌تواند با عکس گرفتن از ماهیهای در حال شنا، تصاویر را به آلبوم خود اضافه نماید. ماهی‌هایی که با علامت سؤال (؟) مشخص هستند، نکات و راهنمائی‌هایی را به بازیباز ارائه می‌دهند. یک شیپور برای ترساندن و مقداری غذا برای جذب ماهی‌ها نیز از ابزار کمکی بازیباز هستند.
چهار وسیله در پائین صفحه سمت راست قرار دارند که در پیدا کردن اشیاء مخفی به بازیباز کمک می‌کنند. یک لامپ که با نزدیک شدن ماوس به آبجکت مخفی، شروع به درخشش می‌کند. یک بمب که اشیاء محدودی را شکار می‌کند. یک سنسور که هنگام نزدیک شدن به شیء مخفی، بازیباز را کمک می‌نماید و تور «پوزیدون» که وقتی روی آن کلیک شود، خودبخود شیئ مخفی را شکار می‌کند.
بعد از پیدا نمودن تمام اشیاء، بازیباز یک قسمت از یک قطب نمای جادوئی را دریافت کرده و به مرحله بعد (دریای جدید) خواهد رفت.

## مشخصات فنی
این بازی به صورت قابل دانلود در دنیا عرضه گردیده و قیمت آن برای دانلود ۶٫۹۹ دلار می‌باشد. گرافیک این بازی از صحنه‌های از پیش رندر شده تشکیل شده و موسیقی بازی برای هر مرحله متفاوت می‌باشد. طراح گرافیک این بازی «میخائیل کوچکین» و سازنده موسیقی آن «استفان ملین» می‌باشد.

## بازخورد
| ناشر            | امتیاز    |
| --------------- | --------- |
| MobyGames       | ۳٫۲/۵     |
| Adventurespiele | ۷۰/۱۰۰    |
| GameZebo        | 3/5 ستاره |

بازخورد این بازی در بین سایت‌های منتقد مناسب ارزیابی شده‌است. کاربران سایت موبی‌گیمز به این بازی نمره ۳٫۲ از ۵ و سایت انگلیسی زبان گیم‌زبو نمره ۳ از ۵ داده است. سایت آلمانی زبان Adventurespiele نیز نمره ۷۰ از ۱۰۰ به بازی داده است.